# Carlota Pérez
Carlota Pérez (Caracas, Venezuela, 20 de septiembre de 1939) es una académica venezolana nacionalizada británica, experta en tecnología y en desarrollo socioeconómico. Es conocida, especialmente, por su concepto de cambio de paradigma tecnoeconómico y su teoría sobre grandes oleadas de desarrollo, una reelaboración de los ciclos de Kondratieff. Desde 2006, Pérez es Profesora de Tecnología y Desarrollo Socioeconómico en la Universidad Técnica de Tallin en Tallin, Estonia. En 2012 recibió la Medalla de Plata Kondratieff de la Fundación Internacional N. D. Kondratieff y la Academia Rusa de Ciencias Naturales (RAEN).
En el año 2000 cofundó The Other Canon, un centro y red sobre investigación en economía heterodoxa, con —entre otros— su principal fundador y director ejecutivo Erik Reinert.

## Teoría
Es una economista de corte neo-Schumpeteriano y discípula de Christopher Freeman, con quien colaboró estrechamente. Sus artículos, a partir de los primeros años de la década de 1980, han contribuido a la comprensión de la relación entre las innovaciones básicas, el cambio tecnológico e institucional, y el desarrollo económico. Su libro, "Technological Revolutions and Financial Capital: The Dynamics of Bubbles and Golden Ages", ha tenido una muy buena acogida tanto desde la academia como las comunidades financiera y del sector de la tecnología. En 2022, la revista Foreing Affairs lo eligió entre los "libros para el siglo", en un selecto grupo de siete obras de las áreas económicas, sociales y ambientales.
En su teoría, Perez propone que las revoluciones tecnológicas, las cuales son impulsadas por nuevas tecnologías, presentan patrones de trayectoria ampliamente similares entre una y otra.  En el desarrollo de las revoluciones tecnológicas participan ciertos elementos, actores y eventos. Además, cada revolución desencadena procesos de asimilación y cambio que impactan todos los sectores y actividades tanto económicas como sociales. Desde 1771 hasta la fecha las sociedades han experimentado cinco revoluciones. Actualmente nos encontramos en la quinta revolución tecnológica impulsada por las tecnologías de la información y la comunicación.  
En 1985 introduce el concepto de paradigma tecnoeconómico y relaciona cómo nuevos principios organizativos y tecnológicos componen un marco de buenas prácticas que, a su vez, permiten incorporar y utilizar, de la manera más eficaz, las nuevas tecnologías que despliega una revolución tecnológica. Del mismo modo, el paradigma tecnoeconómico, también guía la reorganización y la productividad de las industrias que provienen de la revolución anterior, dando espacio a la modernización y al rejuvenecimiento de las economías y las sociedades.
Los períodos que conforman las olas de desarrollo de las revoluciones tecnológicas son dos. El primero es el período de instalación y el segundo, es el periodo de despliegue. Entre ellos sucede un espacio de transición conocido como el “turning point”.
Cada revolución tecnológica comienza con la introducción de una nueva tecnología que, con la ayuda del capital financiero, irrumpe en los mercados durante el periodo de instalación. Como consecuencia de esta introducción ocurren dos eventos durante el primer periodo de la revolución: las burbujas económicas (tecnológicas y por exceso de liquidez) y las crisis -como respuesta a estas burbujas. La recesión que prosigue está marcada por la desigualdad, la deslegitimación de las instituciones y el desempleo. Las dos fases que componen este periodo son: la fase de irrupción y la fase de frenesí. 
Estos eventos dan paso al “turning point”, espacio de transición que incrementa la distancia entre el capital financiero y el productivo, pero también entrega oportunidades para alcanzar el esplendor de la revolución tecnológica en curso.  
Durante el último periodo ambos capitales se reacoplan y expanden el “nuevo sentido común” que liderará el paradigma tecnoeconómico. Este proceso de difusión y adopción no ocurre sin resistencia y está marcado por cambios vertiginosos y disruptivos. En los primeros años del periodo de despliegue el Estado adquiere relevancia a través del otorgamiento de fondos públicos para invertir en el desarrollo de nuevas tecnologías.